# 铜锤玉带草
铜锤玉带草（学名：Pratia nummularia），为桔梗科铜锤玉带属下的一个植物种。